# Ferb Fletcher
Ferb Flechter is een van de twee hoofdpersonages in Phineas & Ferb. Zijn Engelse stem wordt gedaan door Thomas Sangster (zingend: Danny Jacob) en zijn Nederlandse door Sander van der Poel.
Net als Phineas is Ferb bedacht door Dan Povenmire and Jeff "Swampy" Marsh. Ze vernoemden hem naar hun gezamenlijke vriend Frank; een decorbouwer.

## Personage
Ferb is net als zijn vader Lawrence van Britse komaf, maar woont al jaren in Amerika met zijn stiefbroer Phineas, stiefzus Candace en stiefmoeder Linda. Zijn uiterlijk is in de vorm van een F. Zijn ene oog is groter dan het andere. Hij heeft groen haar. In de aflevering Kleine meisjes worden groot vertelt hij dat Ferb eigenlijk een afkorting is van zijn volledige naam, maar hoe zijn volledige naam luidt is nog onduidelijk.
Net als Phineas is hij erg slim, maar anders dan Phineas is hij stiller en serieuzer. Hij praat niet veel en vertoont ook maar weinig gezichtsuitdrukkingen of emoties. Zijn langste dialoog ooit was in "De hagedissen Fluisteraar", en duurde 45 seconden. Hij is daarentegen wel erg gefocust en kan razendsnel bouwen. Terwijl Phineas meestal het denkwerk doet bij hun plannen, is het Ferb die het meeste bouwwerk voor zijn rekening neemt.
Ferb heeft een oogje op Vanessa Doofenshmirtz, maar mede door het leeftijdsverschil (Vanessa is 16) ziet ze hem niet staan. De enige keer dat ze hem echt opmerkte was in Kleine meisjes worden groot, toen hij haar in een winkelcentrum redde van een op hol geslagen grasmaaier.
In de aflevering "Quantum Ratjetoe", waarin Phineas & Ferb 20 jaar vooruit reizen in de tijd, blijkt dat Ferb op 30-jarige leeftijd in Camp David is. Waarschijnlijk als adviseur, want hij is met 30 jaar nog te jong om de president van de Verenigde Staten te kunnen zijn, aangezien de minimumleeftijd voor het presidentschap 35 jaar is.

## Creatie
Ferb werd samen met Phineas bedacht door Dan Povenmire en Jeff "Swampy" Marsh. De vorm van zijn lichaam doet denken aan de letter F, en is deels gebaseerd op het uiterlijk van personages uit de cartoons van Tex Avery. Er werd bewust gekozen om hem net als Phineas een duidelijk herkenbare, geometrische vorm te geven zodat jonge fans van de serie hem makkelijk zouden kunnen natekenen. Ferb's naam is afgeleid van een gezamenlijke vriend van Povenmire en Marsh; Frank, een decorbouwer die onder andere meewerkte aan Star Trek: Deep Space Nine en door zijn vrouw altijd Ferb werd genoemd.
Net als Phineas maakt Ferb alle uitvindingen puur voor de lol of om anderen te helpen, nooit omdat hij bewust iets wil doen dat niet mag en er ongestraft mee weg probeert te komen. Povenmire en Marsh kozen hier bewust voor toen ze de serie bedachten.

## Leeftijd
Net als bij Phineas is Ferb's echte leeftijd onbekend. De producers van de serie willen er enkel over kwijt dat hij net als Phineas jonger dan 15 is, maar hoe oud precies wordt nooit duidelijk.
Ondanks zijn jonge leeftijd vertoont Ferb vaak kennis en inzichten die men eerder van een volwassene zou verwachten. Daarmee onderscheidt hij zich duidelijk van de naïeve Phineas. Zijn stem klinkt tevens meer als die van een tiener dan als die van een kind.
Maar in de aflevering "Quantem Ratjetoe" gaan Phines en Ferb, 20 jaar verder in de tijd. Later in de aflevering zegt hun moeder dat Phineas en Ferb 30 jaar oud zijn.